# The Seattle Times

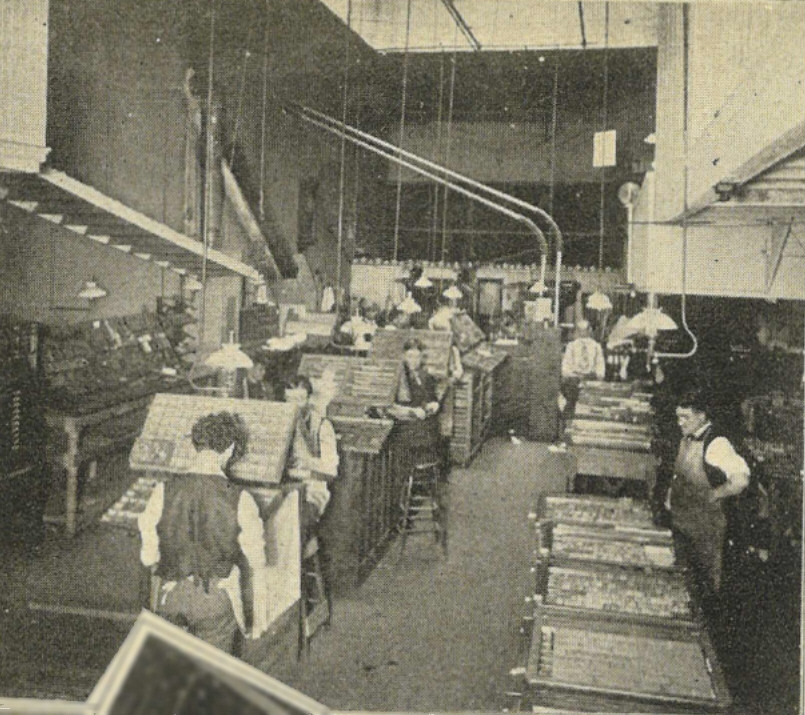
La redazione del Seattle Times nel 1900

The Seattle Times è un noto quotidiano statunitense, con sede a Seattle, Washington. Viene pubblicato con cadenza giornaliera, e approfondisce in particolar modo notizie riguardanti Seattle. Con l'avvento della musica grunge ad inizio anni novanta, proveniente proprio da Seattle, il giornale ha iniziato ad interessarsi anche di musica, e tutt'oggi non è difficile trovare su di esso recensioni e articoli di tema musicale.